# Serge Bagdassarian
Pour les articles homonymes, voir Bagdassarian.
Serge Bagdassarian est un acteur français. Entré comme pensionnaire à la Comédie-Française en 2007, il en devient sociétaire le 1er janvier 2011. 

## Biographie
Serge Bagdassarian commence sa carrière dans sa région de naissance, le Nord. Professeur d’anglais à Dunkerque, il fonde une troupe de théâtre semi-amateur, qui tourne dans la région.
Il collabore avec Claire Dancoisne sur de nombreux spectacles dont Macbeth de Shakespeare ou Un monsieur très vieux avec des ailes immenses d’après García Márquez. Il est formé à la technique du masque avec Mario Gonzalez et participe en 1993 au spectacle de commedia dell’arte Tréteaux, impromptu.
Repéré par l'administratrice, Muriel Mayette, Serge Bagdassarian entre à la Comédie-Française le 18 janvier 2007, puis est nommé 521e sociétaire de la Troupe en 2011. 
Il y fait ses débuts dans le rôle du Fils dans La Festa de Spiro Scimone mis en scène par Galin Stoev, metteur en scène qu’il retrouve en 2008 pour Douce vengeance et autres sketches d’Hanoch Levin, puis en 2014 pour Tartuffe de Molière. 
Il incarne différents rôles dans les créations de ses camarades de Troupe : Sylvia Bergé,  Clément Hervieu-Léger, Léonie Simaga, Denis Podalydès, Éric Ruf, Éric Génovèse ou Anne Kessler.
En 2009, il tient le rôle de Père Ubu dans Ubu Roi monté par Jean-Pierre Vincent. L’année suivante, il joue Agathon et Aristophane dans Le Banquet de Platon dirigé par Jacques Vincey. Jérôme Deschamps lui confie le rôle de Fontanet dans Un fil à la patte de Feydeau et Catherine Hiegel l’imagine en Anselme dans L’Avare de Molière.
Serge Bagdassarian pèse 180 kilos lorsqu'il entre dans la Troupe, se servant de son poids comme d'un avantage. Il dit : " J’étais un acteur atypique. Il y a peu d’endroit où l’obésité peut servir. Au théâtre, oui. ». Il subit en avril 2015 un « bypass », perd 110 kilos et réapprend à jouer dans son nouveau corps.
En 2017, pour sa première collaboration avec la Comédie-Française, Robert Carsen le distribue dans le rôle d’Antonio dans La Tempête de Shakespeare. 
Serge Bagdassarian participe aux spectacles musicaux de la Comédie-Française, comme le Cabaret Georges Brassens dirigé par Thierry Hancisse et le Cabaret Léo Ferré par Claude Mathieu ; il assure lui-même en 2013 la mise en scène du Cabaret Boris Vian et écrit et met en scène en 2016 L’Interlope (Cabaret) dans lequel il interprète le rôle de Camille.

## Théâtre

### Comédie-Française
- Entrée à la Comédie-Française le 18 janvier 2007
- 2007 : La Festa de Spiro Scimone, mise en scène Galin Stoev, Théâtre du Vieux-Colombier
- 2007 : Les Précieuses ridicules de Molière, mise en scène Dan Jemmett, Théâtre du Vieux-Colombier
- 2008 : Jacques Copeau, Pensées, mise en scène Jean-Louis Hourdin, Théâtre du Vieux-Colombier
- 2008 : Douce Vengeance et autres sketches de Hanoch Levin, mise en scène Galin Stoev, Studio-Théâtre
- 2008 : Fanny de Marcel Pagnol, mise en scène Irène Bonnaud, Théâtre du Vieux-Colombier
- 2009 : Ubu roi d'Alfred Jarry, mise en scène Jean-Pierre Vincent, Salle Richelieu
- 2009 : Les Précieuses ridicules de Molière, mise en scène Dan Jemmett, Théâtre du Vieux-Colombier
- 2009 : L'Avare de Molière, mise en scène Catherine Hiegel, Salle Richelieu
- 2009 : Les Joyeuses Commères de Windsor de William Shakespeare, mise en scène Andrés Lima, Salle Richelieu
- 2010 : L'Avare de Molière, mise en scène Catherine Hiegel, Salle Richelieu
- 2010 : Chansons des jours avec et chansons des jours sans, mise en scène Philippe Meyer, Studio-Théâtre
- 2010 : Un fil à la patte de Georges Feydeau, mise en scène Jérôme Deschamps, Salle Richelieu, Fontanet
- 2011 :  La Critique de l'École des femmes de Molière, mise en scène Clément Hervieu-Léger, Studio-Théâtre
- 2011 : Les Joyeuses Commères de Windsor de William Shakespeare, mise en scène Andrés Lima, Salle Richelieu
- 2011 : L'Opéra de quat'sous de Bertolt Brecht et Kurt Weill, mise en scène Laurent Pelly, Salle Richelieu
- 2011 : Ubu roi d'Alfred Jarry, mise en scène Jean-Pierre Vincent, Salle Richelieu, Père Ubu
- 2011 : L'Avare de Molière, mise en scène Catherine Hiegel, Salle Richelieu, Anselme
- 2011 : Chansons déconseillées, mise en scène Philippe Meyer, Studio-Théâtre
- 2011 : Un fil à la patte de Georges Feydeau, mise en scène Jérôme Deschamps, Salle Richelieu, Fontanet
- 2012 : Peer Gynt de Henrik Ibsen, mise en scène Éric Ruf, Salon d'Honneur du Grand Palais
- 2012 : Dom Juan ou le Festin de Pierre de Molière, mise en scène Jean-Pierre Vincent, Théâtre Éphémère, Sganarelle
- 2013 : Candide de Voltaire, mise en scène Emmanuel Daumas, Studio-Théâtre
- 2014 : Le Misanthrope de Molière, mise en scène Clément Hervieu-Léger, Salle Richelieu, Oronte
- 2014 : Le Tartuffe ou l'Imposteur de Molière, mise en scène Galin Stoev, Salle Richelieu, Cléante
- 2016 : La Mer d'Edward Bond, mise en scène Alain Françon, Salle Richelieu, Carter
- 2017-2018 : La Règle du jeu de Jean Renoir, mise en scène Christiane Jatahy, Salle Richelieu, Dick
- 2017-2018 : La Résistible Ascension d'Arturo Ui de Bertolt Brecht, mise en scène Katharina Thalbach, Salle Richelieu, Manuele Gori
- 2017-2018 : L'Interlope, mise en scène de Serge Bagdassarian, Studio-Théâtre
- 2017-2018 : La Tempête de William Shakespeare, mise en scène Robert Carsen, Salle Richelieu, Antonio
- 2019 : Les Oubliés de et mise en scène Julie Bertin et Jade Herbulot, Théâtre du Vieux-Colombier
- 2019 : Le Voyage de G. Mastorna d’après Federico Fellini, mise en scène Marie Rémond, Théâtre du Vieux-Colombier
- 2019 : La Vie de Galilée de Bertolt Brecht, mise en scène Éric Ruf, Salle Richelieu
- 2020 : Le Côté de Guermantes d'après Marcel Proust mise en scène Christophe Honoré,Théâtre Marigny, le baron de Charlus
- 2020 : Patamusic-hall d'après Boris Vian, mise en scène Serge Bagdassarian, Théâtre Marigny
- 2021 : Les Démons de Fiodor Dostoïevski, mise en scène Guy Cassiers, Salle Richelieu
- 2022 : Le Misanthrope de Molière, mise en scène Clément Hervieu-Léger, Salle Richelieu
- 2022 : L'Avare de Molière, mise en scène Lilo Baur, Salle Richelieu
- 2023 : Médée d'Euripide, mise en scène Lisaboa Houbrechts, Salle Richelieu
- 2024 : Le Soulier de satin de Paul Claudel, mise en scène Éric Ruf, Salle Richelieu
- 2025 : La Souricière d'Agatha Christie, mise en scène Lilo Baur, Théâtre du Vieux-Colombier

### Hors Comédie-Française
- 1998 : Le Chemin des passes dangereuses écrit et mis en scène par  Michel Marc Bouchard, L'Hippodrome  (Douai)
- 2001 : Un Volpone d'après Ben Jonson mise en scène Vincent Goethals, Théâtre de la Commune d'Aubervilliers
- 2003 : Dans la solitude des champs de coton de Bernard-Marie Koltès mise en scène Pierre Foviau, Théâtre d'O  (Montpellier)
- 2005 : Salina de Laurent Gaudé mise en scène Vincent Goethals, Théâtre du Nord
- 2018 : Coupes sombres de Guy Zilberstein, mise en scène Anne Kessler, théâtre du Rond-Point

## Filmographie

### Cinéma
- 2010 : Les Aventures extraordinaires d'Adèle Blanc-Sec de Luc Besson : Ferdinand Choupard
- 2011 : Minuit à Paris (Midnight in Paris) de Woody Allen : détective Duluc
- 2013 : Ça ne peut pas continuer comme ça ! de Dominique Cabrera (téléfilm) : Lorenzo Stresi
- 2014 : Brèves de comptoir de Jean-Michel Ribes : le philosophe
- 2014 : Les Nuits d'été de Mario Fanfani :
- 2015 : Dom Juan & Sganarelle (téléfilm) de Vincent Macaigne : Sganarelle
- 2017 : Rodin de Jacques Doillon : second membre
- 2019: Les Hirondelles de Kaboul de Zabou Breitman : la voix du Mollah
- 2020 : Sol de Jézabel Marques : Jacques
- 2021 : Guermantes de Christophe Honoré : lui-même
- 2024 : Le Comte de Monte-Cristo de Alexandre de La Patellière et Matthieu Delaporte : le juge

### Télévision
- 2013 : Ça ne peut pas continuer comme ça ! (téléfilm) de Dominique Cabrera : Lorenzo Stresi
- 2015 : Dom Juan & Sganarelle (téléfilm) de Vincent Macaigne : Sganarelle
- 2018 : La Fabuleuse Mme Maisel (série télévisée), épisode Simone d'Amy Sherman-Palladino : Maître D'
- 2020 : La Flamme (série télévisée), épisode 9 de Jonathan Cohen : Giovani Farfalle

### Doublage
- 2018 : Dilili à Paris : voix diverses (vendeur assiette au beurre / mâle maître-vélo / Randolphe...) (création de voix)
- 2022 : Le Pharaon, le Sauvage et la Princesse : le geôlier et le prévôt (Le Beau Sauvage), le vizir et le marchand (La Princesse des roses et le Prince des beignets) (création de voix)